# Jules Jamin
Jules Célestin Jamin (sinh ngày 31 tháng 5 năm 1818, Termes, Ardennes – mất ngày 12 tháng 12 năm 1886) là nhà vật lý người Pháp. Ông là giáo sư vật lý tại Trường Bách khoa Paris từ năm 1852 đến năm 1881 và nhận Huân chương Rumford vào năm cho nghiên cứu của ông về ánh sáng. Ông đã cải thiện các tấm giao thoa nghiêng của David Brewster với sự phát triển của giao thoa kế Jamin.

## Tiểu sử
Jules Jamin là con trai của Antoine-Pierre Jamin, đại tá của những long kỵ binh. Là người nhận được một khoản trợ cấp giáo dục nhỏ từ thành phố Vouziers cho xuất sắc trong các nghiên cứu của mình, ông gia nhập trường đại học ở Reims, ông đã giành được chín giải thưởng trong năm đầu tiên của mình. Vào năm 1838, ông đã giành giải thưởng khoa học, và vào tháng 10 năm đó ông đã được tuyển vào Trường Bách khoa Paris, nơi ông nhận được bằng về khoa học vật lý, toán học và khoa học tự nhiên. Vào năm 1841, ông tốt nghiệp trong cuộc thi khoa học vật lý toàn diện. Ông giữ cho mình vị trí của trường đại học ở Caen, nơi ông kế thừa Paul Desains. Sau hai năm, ông gia nhập trường Cao đẳng Bourbon (ngày nay là Trường Lycée Condorcet) với tư cách là một giáo viên thay thế, sau đó vào năm 1844, ông là giáo viên tại Lycée Louis-le-Grand. Trong khi ở Caen, ông bắt đầu nghiên cứu ủng hộ luận án của mình về sự phản xạ ánh sáng trên bề mặt kim loại, mà năm 1847 ông nhận bằng tiến sĩ Vật lý.
Vào năm 1852, ông được bổ nhiệm làm giáo sư vật lý tại Trường Bách khoa Paris, cho đến tháng 3 năm 1881, khi Alfred Potier kế thừa ông. Vào năm ông được tặng Huân chương Rumford cho nghiên cứu của mình về ánh sáng và năm 1863 ông trở thành một giáo sư tại Faculty of Paris, kế thừa César Despretz là chủ tịch của vật lý thực nghiệm. Dựa trên các bài giảng của ông tại Trường Bách khoa Paris, ông đã xuất bản bài báo với tựa đề "Bài luận chung về Vật lý".
Năm 1868, ông gia nhập Viện Hàn lâm Khoa học Pháp và trong cùng năm đó ông đã tạo ra và đứng đầu Physical Research Laboratory được tài trợ bởi École pratique des hautes études mà ông cũng là hiệu trưởng của bộ phận nghiên cứu.
Năm 1882, với sự xuất hiện của thế hệ các nhà vật lý mới đến nghiên cứu cho các vị tiến sĩ của họ, như Gabriel Lippmann, Henri Pellat và Anatole Leduc, ông đã thay Henri Milne Edwards làm Trưởng khoa với Edmond Bouty trở thành phó giám đốc của phòng thí nghiệm. Trong cùng năm đó, ông chủ trì Viện Hàn lâm Khoa học và trở thành thư ký thường trực năm 1884 kế thừa Jean-Baptiste Dumas.

Giao thoa kế Jamin

Công việc của ông bao gồm từ học, điện, độ ẩm, và hiện tượng mao dẫn. Trong công trình của mình với quang học,ông phát hiện ra sự phân cực elip của ánh sáng phản xạ từ các chất thủy tinh trong vùng lân cận của góc phân cực, như dự đoán của Augustin-Louis Cauchy.
Ông kết hôn tại Reims năm 1851, Theresa Josephine Eudoxia Lebrun (1832-1880), có một con gái, Lucie là vợ của nhà vật lý Henri Becquerel, và một đứa con trai, một họa sĩ, Paul Jamin.

## Nghiên cứu
- La rosée, son histoire, son rôle (Dew, its history and its role), xuất bản trong ấn bản bìa mềm VillaRrose Publishing 2004, ISBN 2-9510883-3-7) — một bài báo của Jamin in Revue des Deux Mondes, ngày 15 tháng 1 năm 1879.

## Vinh danh
Ông là một trong 72 nhà khoa học được ghi tên trên tháp Eiffel.